# Loreux
Loreux är en kommun i departementet Loir-et-Cher i regionen Centre-Val de Loire i de centrala delarna av Frankrike. Kommunen ligger i kantonen Romorantin-Lanthenay-Sud som tillhör arrondissementet Romorantin-Lanthenay. År 2022 hade Loreux 224 invånare.

## Befolkningsutveckling
Antalet invånare i kommunen Loreux
| Referens: INSEE |